# SVG Burgkirchen
Der SVG Burgkirchen ist ein Sportverein aus dem oberbayerischen Burgkirchen an der Alz
und besteht aus den Abteilungen Tischtennis, Gesundheitssport, Basketball, Breitensport, Eishockey, Fußball, Handball, Ju-Jutsu, Volleyball, Kanu, Karate, Tennis, Leichtathletik, Seniorensport, Ski, Stockschießen, Aikido, Turnen, Eiskunstlauf und Inlinehockey.
Der genaue Vereinsname lautet Sportverein Gendorf Burgkirchen.

## Geschichte des Vereins
Gegründet wurde der Verein am 2. Mai 1949 als SV Gendorf mit den ursprünglichen Abteilungen Boxen, Fußball, Handball, Kegeln, Tischtennis und Turnen. Bis zur 50-Jahr-Feier 1999 wurde die Anzahl der Abteilungen auf 22 erweitert und die Mitgliederzahl stieg auf über 3.000 Mitglieder. Nach 2002 wurde der Name Burgkirchen in den Vereinsnamen aufgenommen. Inzwischen ist die Anzahl der Mitglieder nach auf 2.800 gesunken.

## Abteilung Eishockey
In der Saison 1959/1960 wurde die Sparte Eissport im SVG gegründet, aus der 1972 sich die Eishockeyabteilung als eigenständige Abteilung ausgliederte.

### Eissporthalle
Die Keltenhalle genannte Eissporthalle wurde 1971 als offenes Eisstadion erbaut, 1978 überdacht und mit einer Tribüne versehen, wobei für die Dachkonstruktion Architekt Julius Natterer verantwortlich war. Am 11. August 2009 wurde der Betrieb der Halle für die Saison 2009/10 von Seiten des Gemeinderats von Burgkirchen genehmigt – jedoch mit einem strikten Kostenrahmen. Im Juli 2010 fasste der Gemeinderat von Burgkirchen den Grundsatzbeschluss für die Privatisierung des Eisstadions, das von einem privaten Investor schon zur Saison 2010/11 in eine Multifunktionshalle mit einer nicht für den Ligenspielbetrieb zugelassenen Kunsteisfläche umgebaut werden sollte. Dieser Versuch scheiterte. Ende November 2011 erfolgte die Rückübertragung der Halle auf die Gemeinde Burgkirchen. Die Halle wird aktuell seit 2016 als Ausbildungszentrum für Feuerwehren genutzt.

### Geschichte
Erstmals im höherklassigen Eishockey spielte die Eishockeymannschaft des SVG in der Saison 1981/82 in der Regionalliga Süd, in der die Mannschaft bis zur Saison 1984/85 blieb. Danach spielte die Mannschaft wieder in der Eishockey-Bayernliga. Von der Saison 1991/92 bis 1993/94 spielte die Mannschaft wieder in der Regionalliga Süd. Seit der Einführung der Deutschen Eishockey Liga im Sommer 1994 spielt die Mannschaft in den Ligen des Bayerischen Eissportverbandes, wo sie ab der Saison 1999/2000 an der Eishockey-Bayernliga teilnahm und nach der Saison 2006/07 sportlich nach einer Niederlage in den Abstiegsplayoffs gegen den EC Ulm/Neu-Ulm 2000 abstieg. In der Saison 2010/11 nahm keine Seniorenmannschaft mehr am Spielbetrieb teil, dafür wurde zusammen mit dem TSV Trostberg im Nachwuchsbereich in Form von Spielgemeinschaften am Spielbetrieb teilgenommen.

### Erfolge
| - Aufstieg in die Regionalliga 1981, 1991, 2002 - Bayerischer Vizemeister 1981 - Bayernliga Platz 3 – Aufstieg 1991 | - Aufstieg in die Bayernliga 1977, 1999 - Rekordmeister der Bayerischen-Landesliga Ost (I V) - Aufstieg in die Bayerische Landesliga 1975 |

### Platzierungen
| Saisondaten ab 1972 | Saisondaten ab 1972 | Saisondaten ab 1972 | Saisondaten ab 1972 | Saisondaten ab 1972 | Saisondaten ab 1972 | Saisondaten ab 1972 | Saisondaten ab 1972        |
| Saison              | Liga                | Klasse              | Gruppe              | Platzierung         | PO                  | PD                  | Endplatzierung             |
| ------------------- | ------------------- | ------------------- | ------------------- | ------------------- | ------------------- | ------------------- | -------------------------- |
| 1972/73             | BKL                 | V I                 |                     |                     |                     |                     | Beginn BEV-Spielbetrieb    |
| 1973/74             | BKL                 | V I                 |                     |                     |                     |                     |                            |
| 1974/75             | BKL                 | V I I               |                     |                     |                     |                     | Aufstieg ↑                 |
| 1975/76             | BLL                 | V I                 | Ost                 |                     |                     |                     |                            |
| 1976/77             | BLL                 | V I                 | Ost                 |                     |                     |                     | Aufstieg ↑                 |
| 1977/78             | Bayernliga          | V                   |                     |                     |                     |                     | 11. Platz                  |
| 1978/79             | Bayernliga          | V                   |                     |                     |                     |                     | 8. Platz                   |
| 1979/80             | Bayernliga          | V                   |                     |                     |                     |                     | 9. Platz                   |
| 1980/81             | Bayernliga          | V                   |                     |                     |                     |                     | Bayr. Vizemeister ↑        |
| 1981/82             | Regionalliga        | I V                 | Süd                 | 10. Platz           |                     | X                   | 4. Platz                   |
| 1982/83             | Regionalliga        | I V                 | Süd                 |                     |                     |                     | 9. Platz                   |
| 1983/84             | Regionalliga        | I V                 | Süd                 | 9. Platz            |                     | X                   | 5. Gruppe B                |
| 1984/85             | Regionalliga        | I V                 | Süd                 | 11. Platz           |                     | X                   | 5. Gruppe A ↓              |
| 1985/86             | Bayernliga          | V                   |                     |                     |                     |                     | 10. Platz                  |
| 1986/87             | Bayernliga          | V                   |                     | 3. Platz            | RL                  |                     | 5. Quali A                 |
| 1987/88             | Bayernliga          | V                   |                     | 6. Platz            | RL                  |                     | 5. Quali A                 |
| 1988/89             | Bayernliga          | V                   |                     | 3. Platz            | RL                  |                     | 6. Quali B                 |
| 1989/90             | Bayernliga          | V                   | Gr. B               | 6. Platz            |                     | X                   | 2. Platz B                 |
| 1990/91             | Bayernliga          | V                   | Gr. 2               | 3. Platz            | RL                  |                     | 2. Quali A ↑               |
| 1991/92             | Regionalliga        | I V                 | Süd                 | 8. Platz            |                     | X                   | 1. Platz B                 |
| 1992/93             | Regionalliga        | I V                 | Süd                 | 15. Platz           |                     | X                   | 3. Platz A                 |
| 1993/94             | Regionalliga        | I V                 | Süd/B               | 6. Platz            |                     | X                   | 5. Platz B                 |
| 1994/95             | Regionalliga        | I V                 | BYL                 |                     |                     | X                   | Abstieg ↓                  |
| 1995/96             | BLL                 | V                   | Gr. 3               | 3. Platz            |                     |                     |                            |
| 1996/97             | BLL                 | V                   |                     |                     |                     |                     |                            |
| 1997/98             | BLL                 | V                   | Ost                 | Meister             | X                   |                     |                            |
| 1998/99             | BLL                 | V I                 |                     |                     | X                   |                     | Aufstieg ↑                 |
| 1999/00             | Bayernliga          | V                   |                     |                     |                     |                     | 12. Platz                  |
| 2000/01             | Bayernliga          | V                   | Ost                 | 4. Platz            |                     |                     |                            |
| 2001/02             | Bayernliga          | V                   | Ost                 | 5. Platz            |                     | X                   | 2. Platz                   |
| 2002/03             | Regionalliga        | I V                 | BYL                 | 5. Platz            |                     | X                   | 3. Platz                   |
| 2003/04             | Regionalliga        | I V                 | BYL                 | 10. Platz           |                     | X                   | 1. Runde                   |
| 2004/05             | Regionalliga        | I V                 | BYL                 | 7. Platz            | X                   |                     | Viertelfinale              |
| 2005/06             | Regionalliga        | I V                 | BYL                 | 16. Platz           |                     | X                   | 2. Runde                   |
| 2006/07             | Regionalliga        | I V                 | BYL                 | 15. Platz           |                     | X                   | 2. Runde ↓                 |
| 1999/08             | BLL                 | V                   | Ost                 | Meister             | X                   |                     | 4. Platz                   |
| 1999/09             | BLL                 | V                   | Ost                 | Meister             | X                   |                     | 4. Platz                   |
| 2009/10             | BLL                 | V                   | Ost                 | Meister             | X                   |                     | Spielbetrieb eingestellt ↓ |

Zeichen für Auf-/Abstieg ↑ ↓

### Weitere Mannschaften
Bis zur Saison 2009/10 gab es neben der Seniorenmannschaft, die mit dem Beinamen die Kelten am Spielbetrieb teilnahm, und den Nachwuchsmannschaften unter dem Dach der Eishockeyabteilung
- die Damenmannschaft der Pinguins, die nicht am Ligenspielbetrieb teilnahm, und
- die Hobbymannschaft der Eisbären, die an der Inn-Chiemgau-Hobby-Liga teilnahm;
- die Hobbymannschaft der Blackhawks-Kirchweidach, die an der Inn-Chiemgau-Hobby-Liga teilnahm und
- die Hobbymannschaft der Razorbacks, die noch an keinem Ligasystem teilnahm.

### Spielerpersönlichkeit
- Kerstin Spielberger (* 1995), Eishockey-Nationalspielerin

## Handball
Der SVG hatte zwei Herrenmannschaften, ein Damenteam und 2 Nachwuchsmannschaften. Die Handballabteilung nimmt aktuell nicht am Spielbetrieb des Bayerischen Handballverbandes (BHV) teil. Das Damenteam spielte zuletzt in der Bezirksliga-Altbayern und die Herrenmannschaft in der Bezirksklasse-Altbayern. Am 31. Januar 2025 wurde in der Hauptversammlung des SVG-Handball die Auflösung der Handballabteilung beschlossen.

### Spielerpersönlichkeit
- Andreas Rastner (Europapokalsieger)

## Abteilung Boxen
Erfolgreichste Mitglieder sind
- Wolfgang Leuschner, 1964 Deutscher Jugendmeister im Halbweltergewicht[9]
- Robert Vorbuchner, Deutscher Jugendmeister im Boxen (Halbschwergewicht)[1]

## Abteilung Eisstock
Erfolgreichste Mitglieder der Abteilung sind
- Ursula Hartung, welche 1970 Europameister im Zielwettbewerb wurde und 1969 mit der Mannschaft des SVG, die in Lienz/Österreich Deutschland vertrat, Europameister wurde.[10]
- verstorbene Manfred Zieglgruber, welcher den Weltrekord im Eisstockweitschießen 1989 auf dem Seeoner See erzielte.
- Roland Neuberger, welcher 1987 Deutscher Jugendmeister im Zielwettbewerb und Vizeeuropameister in Berlin wurde[11]

## Abteilung Kanu
Erfolgreichstes Mitglied der Abteilung war Annemarie Glas, welche als Annemarie Amslinger Weltmeisterin im Wildwasser-Kanu geworden ist, bevor sie nach Österreich wechselte.

## Abteilung Ju Jutsu
Erfolgreichste Mitglieder sind
- Georg Knebl, Deutsche Jugendmeister Ju Jutsu[13]
- Andreas Knebl Deutsche Jugendmeister Ju Jutsu[1]

## Abteilung Leichtathletik
Die erfolgreichsten Sportler der Abteilung sind
- Klaus Wolfermann, welcher u. a. im Speerwurf Sieger bei den Olympischen Sommerspielen 1972 war.
- Reiner Bruhnke, der bei den „World Veterans Games“ Weltmeister bzw. Bronzemedaillengewinner war.[1]
- Christian Benninger, der im Nachwuchsbereich Deutscher Meister und Teilnehmer an der Juniorenweltmeisterschaft und Teilnehmer an den Deutschen Leichtathletik-Meisterschaften 1993 bzw. 1995 war.
- Albert Herzog, welcher Deutscher Seniorenmeister wurde.[1]
- Gerhard Sewald, welcher Deutscher Seniorenmeister wurde und an der Deutschen Leichtathletik-Meisterschaft 1988 und 1989 teilnahm.
- Albert Asenkerschbauer, welcher Deutscher Seniorenmeister wurde.[1]
- Konrad Asenkerschbaumer, welcher Deutsche Seniorenmeister wurde und an der Deutschen Leichtathletik-Meisterschaft 1986
- Marius Sewald, welcher im Nachwuchs mit der 4-mal-100-Meter-Staffel U20-Europameister und mehrfacher Jugendmeister wurde.[1]

Sicher seit 2012 bildet die Abteilung zusammen mit dem Wacker Burghausen die LG Gendorf Wacker Burghausen.